# Arco Rock Master 2018
Arco Rock Master 2018 byl dvaatřicátý ročník prestižních mezinárodních závodů ve sportovním lezení, který proběhl 27.-29. července v rámci horolezeckého festivalu v italském městě Arco.

## Organizace
V rámci lezeckého festivalu proběhly závody světového poháru v lezení na obtížnost a rychlost, v těchto disciplínách se tedy klasický Rock Master nesoutěžil. V tomto roce se tedy utkali nejlepší pozvaní lezci pouze v boulderingu a v duelu (v lezení na obtížnost ve dvojicích na čas).

## Průběh závodů
V boulderingu se závodilo systémem KO. Domácí závodníci získali stříbrnou medaili v závodu světového poháru mužů v lezení na obtížnost.

### Česká stopa
Adam Ondra postoupil v páteční v kvalifikaci světového poháru v lezení na obtížnost z prvního děleného místa (s Rakušanem Jakobem Schubertem, jako jediní topovali obě cesty) do semifinále, Jakub Konečný a Vojtěch Trojan skončili v kvalifikaci. V semifinále se před Adama a Jakoba na druhém místě dostal Švýcar Sascha  Lehmann, ve finále byl Adam Ondra čtvrtý, poté vyhrál ještě závod v duelu. Sobotních závodů na rychlost se zúčastnili 3 čeští závodníci a 2 závodnice, Jan Kříž skončil ve finále sedmý. V boulderingu Češi nezávodili.

### Program
pátekkvalifikace SP obtížnost (2 cesty)
sobotaSP rychlost, semifinále a finále SP obtížnost
neděleduel, bouldering

### Obtížnost a Rychlost (SP 2018)
| Obtížnost              | Obtížnost             | Rychlost                     | Rychlost               |
| muži                   | ženy                  | muži                         | ženy                   |
| ---------------------- | --------------------- | ---------------------------- | ---------------------- |
| 1. Jakob Schubert      | 1. Janja Garnbret     | 1. Danijil Boldyrev          | 1. Julija Kaplinová    |
| 2. Stefano Ghisolfi    | 2. Jessica Pilz       | 2. Alexandr Šilov            | 2. Marija Krasavinová  |
| 3. Domen Škofic        | 3. Anak Verhoeven     | 3. Reza Alipourshenazandifar | 3. Anouck Jaubert      |
|                        |                       |                              |                        |
| 4. Adam Ondra          | 4. Claire Buhrfeind   | 4. Dmitrij Timofejev         | 4. Aleksandra Kalucka  |
| 5. Šúta Tanaka         | 5. Hélène Janicot     | 5. Vladislav Deulin          | 5. Anna Brożek         |
| 6. Sascha Lehmann      | 6. Manon Hily         | 6. Marcin Dzieński           | 6. Patrycja Chudziak   |
| 7. Alberto Ginés López | 7. Jevgenia Kazbekova | 7. Jan Kříž                  | 7. Natalia Kalucka     |
| 8. Min Hjon-pin        | 8. Christine Schranz  | 8. Bassa Mawem               | 8. Jelena Timofejevová |
|                        |                       |                              |                        |
| 55. Jakub Konečný      | —                     | 31. Petr Burian              | 31. Hana Křížová       |
| 65. Vojtěch Trojan     | —                     | 57. Matěj Burian             | 40. Denisa Mercová     |
| 95                     | 76                    | 72                           | 50                     |

### Duel a Bouldering
| Duel                | Duel                | Bouldering            | Bouldering                  |
| muži                | ženy                | muži                  | ženy                        |
| ------------------- | ------------------- | --------------------- | --------------------------- |
| 1. Adam Ondra       | 1. Janja Garnbret   | 1. Alexej Rubcov      | 1. Fanny Gibert             |
| 2. Sean McColl      | 2. Jessica Pilz     | 2. Gregor Vezonik     | 2. Jekatěrina Kiprijanovová |
| 3. Jakob Schubert   | 3. Anak Verhoeven   | 3. Jernej Kruder      | 3. Staša Gejo               |
|                     |                     |                       |                             |
| 4. Stefano Ghisolfi | 4. Julia Chanourdie | 4. Jan Hojer          | 4. Giorgia Tesio            |
| 5.                  | 5.                  | 5. Mickael Mawem      | 5. Aja Onoe                 |
| 6.                  | 6.                  | 6. Michael Piccolruaz | 6. Katja Kadič              |
| 7.                  | 7.                  | 7. Riccardo Piazza    | 7. Katharina Saurwein       |
| 8.                  | 8.                  | —                     | —                           |
| 8                   | 8                   | 7                     | 7                           |